# Rotterdam (schip, 1970)
De Rotterdam, met bouwnummer 1336, was het laatste schip dat op de nieuwbouwwerf van Boot werd gebouwd. Tijdens de bouw ging de werf failliet. Het schip werd verder afgebouwd bij scheepswerf Duijvendijk te Krimpen aan de Lek voor Botel Cruises BV (Rederij Zwaag) in Amsterdam. Het vaargebied was veelal op de rivieren van Nederland en Duitsland.
In 1980 werd het schip verkocht aan Dhr. Benk Elberg te Göteborg in Zweden en herdoopt in Delaware. Het voer op eigen kracht naar Zweden en ging in gebruik als luxe hotel- restaurantschip. In 1982 ging het bedrijf failliet.
De curator verkocht het schip in 1983 aan de Batavier River Line A.G. te Basel. Het werd met het dokschip Condoc III weer naar Nederland getransporteerd en aangepast aan de hier geldende eisen. Het kwam in 1984 weer als Rotterdam in de vaart, nu met het vaargebied Nederland en Duitsland.
In 2003 en 2009 is het interieur van het schip geheel gemoderniseerd met een geheel nieuwe inrichting. In 2003 werden ook de motoren geheel overhaald.